# Цитотоксичність
Цитотоксичність — здатність певних речовин чи живих організмів викликати загибель живих клітин. В онкології під цитотоксичністю мають на увазі дію спеціальних речовин, цитотоксинів, на пухлинну клітину, які запускають у ній процес руйнування через апоптоз, автофагію чи некроз.
При дослідженні нових лікарських препаратів та медичних матеріалів використовують тести на цитотоксичність, щоб перевірити, чи не будуть нові речовини призводити до загибелі клітин. Речовини додають до клітинних культур та оцінюють загибель клітин порівняно з контрольною культурою.
Цитотоксичною дією також володіють деякі типи імунних клітин, зокрема цитотоксичні T-клітини чи природні кілери. Останні беруть участь у процесі антитілозалежної клітинної цитотоксичності, який руйнує заражену клітину ззовні під впливом антитіл. Натомість цитотоксичні Т-лімфоцити через зв'язування з поверхневими рецепторами викликають апоптоз інфікованої клітини.